# La Visirova
 (avril 2014).
La Visirova est un roman historique écrit par Roger Vailland, qui parut d'abord sous forme de feuilleton en 1933 dans le journal Paris-Soir où Vailland était alors journaliste, avant d'être édité sous forme de livre en 1986.

## Introduction

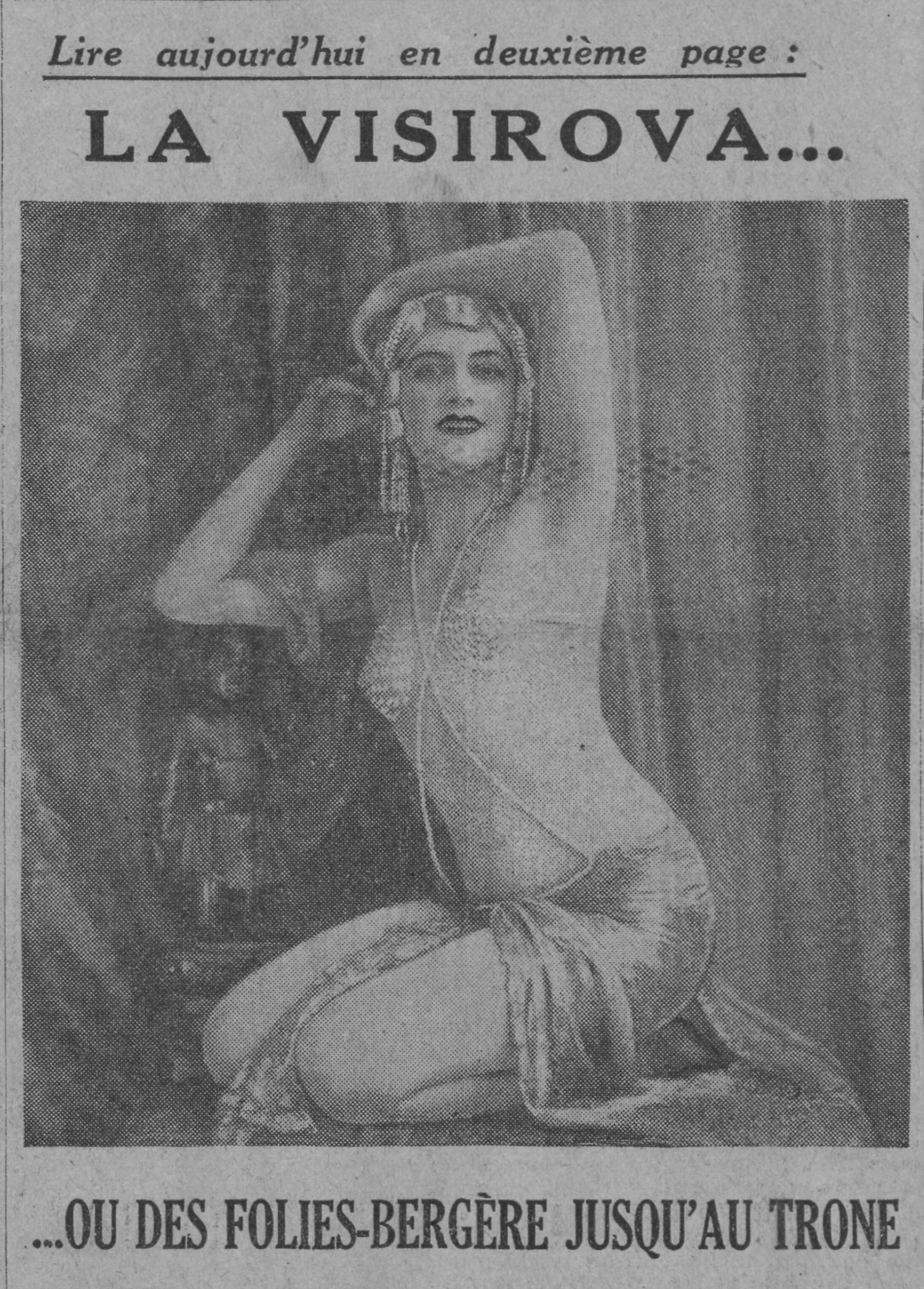
Photographie parue en première page de Paris-Soir du 19 juillet 1933, pour annoncer le roman-feuilleton de Roger Vailland

Ce livre est d'abord un ensemble d'articles qui paraît sous forme de roman-feuilleton dans le journal Paris-Soir en 1933. Il constitue en fait le premier roman de Roger Vailland qui, comme les deux autres qu'il produit avant Drôle de jeu, seront diffusés sous cette forme (voir la bibliographie).
Titre accrocheur pour concrétiser cette grande enquête diffusée sous forme de feuilleton :
René Ballet, dans sa présentation, y voit le décor et l'envers du décor. Le décor, c'est une espèce de roman à l'eau de rose avec une pauvre exilée russe danseuse aux Folies Bergère qui suscite l'amour d'un roi, un homme comblé beau et riche. Les amours en Albanie et les intrigues dans les Balkans vont de nouveau la conduire à l'exil, un drame constellé de belles héroïnes, la doctoresse libertaire Victoria et l'amazone Annie. L'envers du décor ou, comme écrit René Ballet « sous la couverture rose, l'humour noir », celui d'un homme qui se cherche et se demande que peut bien porter sa génération, écartelée entre une guerre passée mais omniprésente et une guerre qui s'annonce. « Roman impossible à classer : grotesque comme une parodie, dramatique comme un cri intérieur » conclut René Ballet.

## Autres romans historiques de Vailland
- Leïla ou les ingénues voraces, roman-feuilleton paru en 1932
- Un homme du peuple sous la Révolution, éditions Corrêa, 1947 et Gallimard, 1979
- Cortès, le conquérant de l'Eldorado, éditions Paris Messidor, 215 pages, 1992